# Leontide
Leontide (in greco antico: Λεωντίς?, Leōntís) era la quarta delle dieci tribù di Atene istituite dalla riforma di Clistene, avente come eroe eponimo Leo.

## Demi
La tribù Leontide comprendeva, come le altre, una trittia della Mesogea, una della Paralia e una dell'asty, alle quali inizialmente appartenevano 9, 4 e 7 demi, aventi rispettivamente 17, 17 e 16 buleuti, per un totale di 20 demi e 50 buleuti.
I demi calarono a 15 nel 307 a.C. e a 14 nel 224 a.C., risalirono a 19 per qualche mese nel 201 a.C., scendendo subito dopo a 18, e infine divennero 17 nel 126. Questo è l'elenco:

### Trittia della Mesogea
- Etalide (dal 307 a.C. Antigonide, dal 201 a.C. di nuovo Leontide)
- Collide
- Eupiride
- Ecale (dal 224 a.C. Tolemaide)
- Ibade
- Colone
- Cropide
- Peonide
- Pelece

### Trittia della Paralia
- Diradiote (dal 307 a.C. Antigonide, dal 201 a.C. di nuovo Leontide)
- Potamo Diradiote (dal 307 a.C. Antigonide, dal 201 a.C. di nuovo Leontide)
- Frearri
- Sunio (dal 201 a.C. Attalide)

### Trittia dell'asty
- Alimunte
- Cetto
- Leuconoe
- Eo Ceramico (dal 307 a.C. Demetriade, dal 201 a.C. di nuovo Leontide)
- Potamo superiore[3]
- Potamo inferiore (dal 307 a.C. Demetriade, dal 201 a.C. di nuovo Leontide)[3]
- Scambonide (dal 126 Adrianide)